# David Kimelfeld
David Kimelfeld, né le 17 juin 1961 à Lyon, est un homme politique français.
Membre du Parti socialiste, puis de La République en marche, il est président de la métropole de Lyon de 2017 à 2020, succédant à Gérard Collomb, qui avait démissionné de ses fonctions à la suite de sa nomination au ministère de l'Intérieur. Après avoir exercé pendant quelques années le métier d'infirmier, il est à la tête d'une entreprise de transport qu'il a cofondée en 1990.

## Biographie

### Jeunesse, formation et débuts
Né à Lyon (3e arrondissement), il grandit à Rive-de-Gier (Loire) et Brignais dans l'Ouest lyonnais. Il est fils d’une employée de banque et d’un représentant de commerce.
Après des études secondaires à Oullins, il mène des études d'infirmier au sein du Centre hospitalier Lyon Sud. Il exerce ensuite pendant quatre ans comme infirmier en service de réanimation à l'hôpital cardiologique de Bron.
En 1986, il réoriente sa carrière et rejoint une entreprise de transport. Cette expérience le pousse, quatre ans plus tard, à créer sa propre société de transport, Tepmare, spécialisée dans le fret maritime et aérien à destination de l'Amérique, de l'Asie et de l'Australie.

### Carrière politique
Impliqué dans la vie associative de l'Ouest lyonnais, il rejoint le Parti socialiste en 1983.
Après une pause pour se consacrer à son entreprise, il reprend des engagements politiques et citoyens à la fin des années 1990 au Parti socialiste et au sein du Mouvement contre le racisme et pour l'amitié entre les peuples (MRAP). Il poursuit parallèlement son engagement associatif et préside alors les centres sociaux de la Croix-Rousse dans le 4e arrondissement de Lyon. C'est à cette époque qu'il rencontre Gérard Collomb.
En 2001, lors des élections municipales qui portent Gérard Collomb comme Maire de Lyon, il est élu pour la première fois dans le 4e arrondissement et devient 1er adjoint au maire, chargé de la culture, du commerce, de l'artisanat et du tourisme.
À la suite des élections municipales de 2008, il devient vice-président de la Métropole de Lyon responsable du développement économique. En 2011, il est élu maire du 4e arrondissement de Lyon après la démission de son prédécesseur, Dominique Bolliet.
À l'issue des élections municipales de 2014, réélu maire du 4e arrondissement, il devient 1er vice-président de la Communauté urbaine de Lyon (qui devient Métropole de Lyon en 2015), toujours responsable du développement économique.
Parallèlement, il devient en 2012 1er secrétaire fédéral du Parti socialiste dans le département du Rhône. À l'occasion de la campagne présidentielle de 2017, il choisit, avec une partie de la Fédération socialiste, de soutenir Emmanuel Macron. En juin 2017, il démissionne de ses fonctions de 1er secrétaire fédéral.
Le 10 juillet 2017, il est élu président de la Métropole de Lyon, prenant la succession de Gérard Collomb, nommé Ministre de l'Intérieur.
Il annonce au « Talk Le Figaro » le 22 janvier 2019 qu'il sera candidat à la présidence de la métropole de Lyon à l'issue des premières élections au suffrage direct des 150 conseillers métropolitains.
À l'issue du premier tour de ces élections, la liste LREM dissidente de David Kimelfeld recueille 16,92 % des suffrages et arrive en troisième place derrière Bruno Bernard (EÉLV : 22,55 %) et François-Noël Buffet (LR : 17,65 %) et devant le candidat officiel du parti présidentiel et précédent président de la métropole de Lyon Gérard Collomb (16,50 %).
Après la victoire des listes d'Europe Écologie Les Verts et d'union de gauche lors du second tour, Bruno Bernard lui succède à la présidence de la métropole le 2 juillet 2020 et Rémi Zinck comme maire du 4e arrondissement le 12 juillet.
En septembre 2020, David Kimelfeld annonce la création de son entreprise « Kimelfeld Conseil » et s’associe avec Syntagme, agence de communication et d’influence en tant que Directeur associé. Il rejoint également Thomas Marko & Associés en tant que Directeur conseil Sud-Est,.

## Synthèses des résultats électoraux

### Élections municipales
Les résultats ci-dessous concernent uniquement les élections où il est tête de liste.
| Année | Liste | Liste | Commune | 1er tour | 1er tour | 1er tour | 2d tour | 2d tour | 2d tour | Sièges obtenus | Sièges obtenus |
| Année | Liste | Liste | Commune | Voix     | %        | Rang     | Voix    | %       | Rang    | CA             | CM             |
| ----- | ----- | ----- | ------- | -------- | -------- | -------- | ------- | ------- | ------- | -------------- | -------------- |
| 2014  |       | PS    | Lyon 4e | 4 522    | 34,26    | 1er      | 6 097   | 47,03   | 1er     | 8 / 10         | 4 / 5          |

### Élections métropolitaines
Les résultats ci-dessous concernent uniquement les élections où il est tête de liste.
| Année | Liste             | Liste          | Circonscription | 1er tour | 1er tour | 1er tour | 2d tour | 2d tour | 2d tour  | Sièges obtenus |
| Année | Liste             | Liste          | Circonscription | Voix     | %        | Rang     | Voix    | %       | Rang     | Sièges obtenus |
| ----- | ----------------- | -------------- | --------------- | -------- | -------- | -------- | ------- | ------- | -------- | -------------- |
| 2020  |                   | LREM diss.-PRG | Lyon Centre     | 5 198    | 20,76    | 2e       | 7 327   | 29,51   | 2e       | 1 / 11         |
| 2020  | Métropole de Lyon | LREM diss.-PRG | 44 601          | 15,75    | 4e       | 58 971   | 23,70   | 3e      | 23 / 150 |                |